# Kanazawa Hirokazu
Kanazawa Hirokazu (金澤 弘和 (Kim Trạch Hoằng Hòa) 3 tháng 5 năm 1931 – 8 tháng 12 năm 2019)  là một võ sư người Nhật của Shotokan karate. Ông là Huấn luyện viên chính và Chủ tịch của Hiệp hội Shotokan Karate-Do International Federation, một tổ chức ông sáng lập sau khi rời bỏ Hiệp hội Japan Karate Association (JKA). Kanazawa được thăng thập đẳng (10 dan) trong karate.

## Thiếu thời
Kanazawa sinh ngày 3 tháng 5 năm 1931 tại tỉnh Iwate, Nhật Bản. Ông luyện tập judo trong những năm học phổ thông, và giữ hạng nhị đẳng (2 dan) trong môn võ đó. Ông bắt đầu tập karate  tại Đại học Takushoku dưới sự hướng dẫn của người đứng đầu của Shotokan karate, Masatoshi Nakayama.  Kanazawa cũng học được từ người sáng lập trường phái Shotokan, Gichin Funakoshi, và là một trong số ít karateka còn sống (những người tập luyện karate) được may mắn như vậy.
Kanazawa được trao nhất đẳng trong Shotokan karate trong chưa tới 2 năm tập luyện; thăng lên nhị đẳng (2 dan) 3 năm sau đó. Năm 1956, ông tốt nghiệp đại học và gia nhập JKA. Cùng năm đó, ông được thăng lên tam đẳng (3 dan).  Kanazawa đã giành chức vô địch kumite (đối kháng) All Japan Karate Championship vào năm 1957. Theo nguồn tin, Ông đã chiến thắng trong cuộc thi kumite với một bàn tay bị gãy.  Cùng năm đó, Kanazawa là một trong những người đầu tiên tốt nghiệp chương trình đào tạo huấn luyện viên của JKA. Năm 1958, Kanazawa giành được danh hiệu ở phần kata (bài quyền) và chia sẻ danh hiệu kumite với Takayuki Mikami.  Mikami và Kanazawa đã là bạn cùng lớp và bạn cùng phòng trong một thời gian dài và, vì họ biết rõ về nhau, họ vào trận với thế công rất ít, chủ yếu là xoay vòng tròn cho đến khi hết giờ; vì vậy họ cùng giữ danh hiệu vô địch kumite.

## Đẩy mạnh Shotokan ra toàn thế giới
Vào tháng 1 năm 1961, JKA đã gửi Kanazawa đến Hawaii để thành lập các võ đường karate ở đó. Ông được thăng ngủ đẳng (5 dan) tại thời điểm đó. Ông thành lập một võ đường (phòng đào tạo) và từng là Chủ tịch đầu tiên của Đại hội Karate Hawaii.  Vào tháng 5 năm 1963, ông rời Hawaii để giảng dạy ở Châu Âu và Nhật Bản.  Năm 1966, Kanazawa trở thành Huấn luyện viên trưởng của Hiệp hội Karate Union of Great Britain, và tổ chức JKA đã thăng cấp ông lên lục đẳng (6 dan) năm đó.  Năm 1973, Liên đoàn All Japan Karate Federation trao ông thất đẳng (7 dan).
Năm 1977, Kanazawa rời JKA  và thành lập tổ chức Shotokan Karate-Do International Federation (SKIF). Kể từ đó, ông đã giảng dạy và quảng bá karate thông qua SKIF, bao gồm việc tổ chức một số cuộc thi vô địch karate thế giới. Mặc dù rời JKA, có thông tin cho rằng ông vẫn giữ mối quan hệ mật thiết với những đồng nghiệp cũ của JKA. Trong năm 1990, Kanazawa trình diễn phong cách của ông tại đại hội 10th Traditional Karate Tournament International, tổ chức tại Las Vegas. Vào năm 1994 và 1995, ông đã trình diễn tại Giải đấu Karate truyền thống quốc tế lần thứ 14 và 15.
Kanazawa đã viết nhiều cuốn sách về karate, bao gồm: Kankudai (1969), Moving Zen: One man's journey to the heart of Karate (2001, đồng tác giả)  Karate: My life (2003), Karate fighting techniques: The complete kumite (2004, đồng tác giả), Black Belt Karate: The Intensive Course (2006), và Karate: The Complete Kata (2013).. Ông được nhắc đến một cách trang trọng trong sách của Paul Walker, Lessons with the Master: 279 Karate lessons with Master Hirokazu Kanazawa. Tổ chức The International Martial Arts Federation trao cho Kanazawa bát đẳng (8 dan) năm 1978, cửu đẳng (9 dan) năm 1988, và thập đẳng (10 dan) năm 2000.